# Llista de topònims de la Molsosa
Llista de topònims (noms propis de lloc) del municipi de la Molsosa, al Solsonès
Informació actualitzada per un bot. Els canvis manuals es perdran quan s'actualitzi!

## bosc
| imatge | Nom                 | Ubicat a   | instància de | Detalls | coordenades                                                       | Protecció | Commons (més fotos) | Dades a WD                    |
| ------ | ------------------- | ---------- | ------------ | ------- | ----------------------------------------------------------------- | --------- | ------------------- | ----------------------------- |
|        | bosc del Ferrer     | la Molsosa | bosc         |         | 41° 47′ 45″ N, 1° 33′ 32″ E / 41.7958°N,1.55879°E 779 msnm        |           |                     | Modifica les dades a Wikidata |
|        | bosc dels Quadrells | la Molsosa | bosc         |         | 41° 46′ 41″ N, 1° 31′ 20″ E / 41.77815556°N,1.52231944°E 590 msnm |           |                     | Modifica les dades a Wikidata |

## cabana
| imatge | Nom                       | Ubicat a   | instància de | Detalls       | coordenades                                                                  | Protecció | Commons (més fotos) | Dades a WD                    |
| ------ | ------------------------- | ---------- | ------------ | ------------- | ---------------------------------------------------------------------------- | --------- | ------------------- | ----------------------------- |
|        | barraca de Salanova       | la Molsosa | cabana       |               | 41° 46′ 20″ N, 1° 31′ 50″ E / 41.7721485011185°N,1.53059882580218°E 621 msnm |           |                     | Modifica les dades a Wikidata |
|        | barraca del Sant          | la Molsosa | cabana       |               | 41° 46′ 35″ N, 1° 32′ 03″ E / 41.7765093948516°N,1.53425333387215°E 577 msnm |           |                     | Modifica les dades a Wikidata |
|        | cabana del Ribera         | Enfesta    | cabana       | Estat: ruïnós | 41° 46′ 47″ N, 1° 28′ 40″ E / 41.779684°N,1.477853°E 504 msnm                |           |                     | Modifica les dades a Wikidata |
|        | cabana del Vermell        | Enfesta    | cabana       |               | 41° 46′ 52″ N, 1° 28′ 29″ E / 41.7809748763494°N,1.4746239787801°E 503 msnm  |           |                     | Modifica les dades a Wikidata |
|        | corral de Cal Calbet      | la Molsosa | cabana       | Estat: ruïnós | 41° 47′ 34″ N, 1° 33′ 33″ E / 41.7929024271108°N,1.55923830398708°E 792 msnm |           |                     | Modifica les dades a Wikidata |
|        | pallissa de Cal Noguera   | Enfesta    | cabana       |               | 41° 46′ 50″ N, 1° 28′ 25″ E / 41.7804834515812°N,1.47356469334929°E 504 msnm |           |                     | Modifica les dades a Wikidata |
|        | pallissa de Vilansosa Nou | Prades     | cabana       |               | 41° 48′ 07″ N, 1° 34′ 16″ E / 41.8018143897784°N,1.57112381121557°E 784 msnm |           |                     | Modifica les dades a Wikidata |
|        | pallissa de les Basses    | la Molsosa | cabana       |               | 41° 45′ 38″ N, 1° 32′ 25″ E / 41.7605083116037°N,1.54021120407255°E 652 msnm |           |                     | Modifica les dades a Wikidata |
|        | pallissa del Gasparó      | Enfesta    | cabana       |               | 41° 46′ 45″ N, 1° 28′ 50″ E / 41.7790702488524°N,1.48042075872289°E 520 msnm |           |                     | Modifica les dades a Wikidata |
|        | pallissa del Molí         | Enfesta    | cabana       |               | 41° 46′ 48″ N, 1° 28′ 32″ E / 41.7801130047873°N,1.47551077738387°E 504 msnm |           |                     | Modifica les dades a Wikidata |

## castell
| imatge | Nom                   | Ubicat a   | instància de | Detalls                                  | coordenades                                                                                               | Protecció                                            | Commons (més fotos)   | Dades a WD                    |
| ------ | --------------------- | ---------- | ------------ | ---------------------------------------- | --- | ---------------------------------------------------- | --------------------- | ----------------------------- |
|        | Castell d'Enfesta     | Enfesta    | castell      | Estil: arquitectura popular 11st century | 41° 46′ 40″ N, 1° 28′ 35″ E / 41.777916°N,1.476331°E 528 msnm                                             | bé d'interès cultural bé cultural d'interès nacional | Castell d'Enfesta     | Modifica les dades a Wikidata |
|        | castell de la Molsosa | la Molsosa | castell      |                                          | 41° 47′ 12″ N, 1° 33′ 33″ E / 41.786532°N,1.559067°E ca:Damunt de l'església vella de la Molsosa 847 msnm | bé d'interès cultural bé cultural d'interès nacional | Castell de la Molsosa | Modifica les dades a Wikidata |

## collada
| imatge | Nom                                 | Ubicat a                         | instància de | Detalls        | coordenades                                                       | Protecció | Commons (més fotos) | Dades a WD                    |
| ------ | ----------------------------------- | -------------------------------- | ------------ | -------------- | ----------------------------------------------------------------- | --------- | ------------------- | ----------------------------- |
|        | Collet Alt                          | la Molsosa Sant Mateu de Bages   | collada      |                | 41° 46′ 57″ N, 1° 35′ 34″ E / 41.78243333°N,1.59289722°E 816 msnm |           |                     | Modifica les dades a Wikidata |
|        | Pi de l'Àguila                      | la Molsosa Sant Pere Sallavinera | collada      |                | 41° 46′ 13″ N, 1° 32′ 55″ E / 41.77031667°N,1.54864167°E 791 msnm |           |                     | Modifica les dades a Wikidata |
|        | coll de Trilla                      | la Molsosa                       | collada      | Hi passa: GR 7 | 41° 47′ 16″ N, 1° 34′ 12″ E / 41.7877°N,1.57009°E 831 msnm        |           |                     | Modifica les dades a Wikidata |
|        | l'Oratori (la Molsosa)              | la Molsosa                       | collada      |                | 41° 47′ 29″ N, 1° 33′ 10″ E / 41.79149444°N,1.55273556°E 770 msnm |           |                     | Modifica les dades a Wikidata |
|        | la Plaça de Sant Jaume (la Molsosa) | la Molsosa Sant Mateu de Bages   | collada      |                | 41° 46′ 46″ N, 1° 35′ 34″ E / 41.77940278°N,1.59281389°E 824 msnm |           |                     | Modifica les dades a Wikidata |

## curs d'aigua
| imatge | Nom                             | Ubicat a                                            | instància de | Detalls                                                   | coordenades | Protecció | Commons (més fotos) | Dades a WD                    |
| ------ | ------------------------------- | --------------------------------------------------- | ------------ | --------------------------------------------------------- | --- | --------- | ------------------- | ----------------------------- |
|        | Llobregós                       | Segarra Anoia Noguera província de Lleida           | curs d'aigua | Desemboca: Segre Llarg: 36.7km Conca: 609.7km²            | 41° 47′ 14″ N, 1° 34′ 13″ E / 41.78720111111111°N,1.5703588888888889°E 41° 55′ 05″ N, 1° 10′ 27″ E / 41.91796694444445°N,1.17404°E             |           | Llobregós           | Modifica les dades a Wikidata |
|        | la Rasa                         | la Molsosa Sant Mateu de Bages                      | curs d'aigua | Desemboca: Riera de Coaner Llarg: 9.51km Conca: 17.44km²  | 41° 47′ 41″ N, 1° 34′ 01″ E / 41.79464194444444°N,1.5669019444444443°E 41° 49′ 20″ N, 1° 38′ 54″ E / 41.822181111111114°N,1.648358888888889°E  |           |                     | Modifica les dades a Wikidata |
|        | rasa de Comabona                | la Molsosa Calonge de Segarra                       | curs d'aigua | Desemboca: riera de Mantellí Llarg: 1.25km Conca: 47.4ha  | 41° 47′ 19″ N, 1° 29′ 38″ E / 41.78864388888889°N,1.4937580555555556°E 41° 47′ 23″ N, 1° 28′ 48″ E / 41.789788055555555°N,1.480056111111111°E  |           |                     | Modifica les dades a Wikidata |
|        | rasa del Clot de les Carboneres | la Molsosa Sant Mateu de Bages                      | curs d'aigua | Desemboca: riera de Barrina Llarg: 2.29km Conca: 126.8ha  | 41° 47′ 18″ N, 1° 35′ 00″ E / 41.788305°N,1.5833530555555555°E 41° 48′ 20″ N, 1° 36′ 04″ E / 41.80568888888889°N,1.601075°E                    |           |                     | Modifica les dades a Wikidata |
|        | riera de Barrina                | la Molsosa Sant Mateu de Bages                      | curs d'aigua | Desemboca: la Rasa Llarg: 2.38km Conca: 4.13km²           | 41° 47′ 59″ N, 1° 35′ 21″ E / 41.79971944444444°N,1.589088888888889°E 41° 48′ 29″ N, 1° 36′ 43″ E / 41.80807111111111°N,1.6120469444444443°E   |           |                     | Modifica les dades a Wikidata |
|        | riera de Mantellí               | la Molsosa Pinós                                    | curs d'aigua | Desemboca: Llobregós Llarg: 5.89km                        | 41° 47′ 54″ N, 1° 30′ 56″ E / 41.79822305555555°N,1.5155719444444444°E 41° 46′ 41″ N, 1° 28′ 09″ E / 41.77796611111111°N,1.4691661111111112°E  |           |                     | Modifica les dades a Wikidata |
|        | riera de la Devesa              | la Molsosa Sant Pere Sallavinera Calonge de Segarra | curs d'aigua | Desemboca: torrent de l'Arç                               | 41° 45′ 53″ N, 1° 33′ 18″ E / 41.76469111111111°N,1.555136111111111°E 41° 46′ 00″ N, 1° 31′ 18″ E / 41.76663111111111°N,1.5217830555555556°E   |           |                     | Modifica les dades a Wikidata |
|        | torrent de Cuiner               | la Molsosa Pinós                                    | curs d'aigua | Desemboca: riera de Mantellí Llarg: 5.38km Conca: 4.71km² | 41° 47′ 57″ N, 1° 34′ 01″ E / 41.79910888888889°N,1.566905°E 41° 47′ 44″ N, 1° 30′ 48″ E / 41.79568611111111°N,1.5133611111111112°E            |           |                     | Modifica les dades a Wikidata |
|        | torrent de l'Arç                | la Molsosa Calonge de Segarra                       | curs d'aigua | Desemboca: Llobregós                                      | 41° 45′ 24″ N, 1° 31′ 38″ E / 41.75657388888889°N,1.5272919444444444°E 41° 46′ 42″ N, 1° 28′ 24″ E / 41.778261111111114°N,1.4733711111111112°E |           |                     | Modifica les dades a Wikidata |

## entitat singular de població
| imatge | Nom        | Ubicat a   | instància de                                   | Detalls                    | coordenades                                                       | Protecció | Commons (més fotos)  | Dades a WD                    |
| ------ | ---------- | ---------- | ---------------------------------------------- | -------------------------- | ----------------------------------------------------------------- | --------- | -------------------- | ----------------------------- |
|        | Enfesta    | la Molsosa | entitat singular de població                   | 26 hab Superfície: 3.61km² | 41° 46′ 43″ N, 1° 28′ 33″ E / 41.7785°N,1.47581°E 518 msnm        |           | Enfesta              | Modifica les dades a Wikidata |
|        | Prades     | la Molsosa | entitat singular de població                   | 27 hab                     | 41° 47′ 51″ N, 1° 34′ 46″ E / 41.79753056°N,1.57941111°E 800 msnm |           | Prades de la Molsosa | Modifica les dades a Wikidata |
|        | la Molsosa | la Molsosa | entitat singular de població capital municipal | 52 hab                     | 41° 47′ 08″ N, 1° 32′ 38″ E / 41.785693°N,1.543934°E 665 msnm     |           |                      | Modifica les dades a Wikidata |

## església
| imatge | Nom                                    | Ubicat a      | instància de                 | Detalls                                                                                 | coordenades                                                           | Protecció                                  | Commons (més fotos)                    | Dades a WD                    |
| ------ | -------------------------------------- | ------------- | ---------------------------- | --------------------------------------------------------------------------------------- | --------------------------------------------------------------------- | ------------------------------------------ | -------------------------------------- | ----------------------------- |
|        | Església Nova de Santa Maria d'Enfesta | Enfesta       | església                     |                                                                                         | 41° 46′ 44″ N, 1° 28′ 36″ E / 41.77886111111111°N,1.476611111111111°E |                                            | Església Nova de Santa Maria d'Enfesta | Modifica les dades a Wikidata |
|        | Església vella de la Molsosa           | la Molsosa    | església                     | Estil: arquitectura romànica 12nd century                                               | 41° 47′ 11″ N, 1° 33′ 31″ E / 41.786389°N,1.55852°E 832 msnm          | bé integrant del patrimoni cultural català | Església vella de la Molsosa           | Modifica les dades a Wikidata |
|        | Sant Ponç de Prades                    | Prades        | església                     | Estil: arquitectura romànica arquitectura barroca 12nd century                          | 41° 47′ 52″ N, 1° 34′ 47″ E / 41.797895°N,1.579677°E 800 msnm         | bé integrant del patrimoni cultural català | Sant Ponç de Prades                    | Modifica les dades a Wikidata |
|        | Santa Maria d'Enfesta                  | Enfesta       | església                     | Estil: arquitectura gòtica 12nd century                                                 | 41° 46′ 41″ N, 1° 28′ 35″ E / 41.778025°N,1.476297°E 529 msnm         | bé integrant del patrimoni cultural català | Santa Maria d'Enfesta                  | Modifica les dades a Wikidata |
|        | Santa Maria de la Molsosa              | la Molsosa    | església església parroquial | Arquitecte: Enric Sagnier i Villavecchia Estil: historicisme arquitectònic 20th century | 41° 47′ 09″ N, 1° 32′ 37″ E / 41.785737°N,1.543738°E 670 msnm         | bé integrant del patrimoni cultural català | Santa Maria de la Molsosa              | Modifica les dades a Wikidata |
|        | Santa Tecla de la Molsosa              | la Molsosa    | església capella             | Estil: arquitectura romànica                                                            | 41° 46′ 55″ N, 1° 33′ 06″ E / 41.781868°N,1.551589°E 636 msnm         |                                            |                                        | Modifica les dades a Wikidata |
|        | capella de Santa Eulàlia               | els Quadrells | església                     | Estil: arquitectura romànica 11st century                                               | 41° 46′ 55″ N, 1° 30′ 52″ E / 41.781932°N,1.514541°E 569 msnm         | bé integrant del patrimoni cultural català | Capella de Santa Eulàlia (la Molsosa)  | Modifica les dades a Wikidata |

## masia
| imatge | Nom                | Ubicat a   | instància de | Detalls                                  | coordenades                                                                                             | Protecció                                  | Commons (més fotos)       | Dades a WD                    |
| ------ | ------------------ | ---------- | ------------ | ---------------------------------------- | --- | ------------------------------------------ | ------------------------- | ----------------------------- |
|        | Bertrans           | Prades     | masia        |                                          | 41° 48′ 01″ N, 1° 34′ 51″ E / 41.80033167°N,1.58084444°E 781 msnm                                       |                                            |                           | Modifica les dades a Wikidata |
|        | Cal Barrusca       | la Molsosa | masia        |                                          | 41° 47′ 05″ N, 1° 31′ 04″ E / 41.7847°N,1.51777°E 619 msnm                                              |                                            |                           | Modifica les dades a Wikidata |
|        | Cal Calbet         | la Molsosa | masia        | Estat: ruïnós                            | 41° 47′ 18″ N, 1° 33′ 21″ E / 41.7883296792518°N,1.55586274701681°E 739 msnm                            |                                            |                           | Modifica les dades a Wikidata |
|        | Cal Cardona        | la Molsosa | masia        |                                          | 41° 47′ 04″ N, 1° 35′ 12″ E / 41.78436611°N,1.58665°E 774 msnm                                          |                                            |                           | Modifica les dades a Wikidata |
|        | Cal Claret         | la Molsosa | masia        |                                          | 41° 47′ 07″ N, 1° 31′ 55″ E / 41.78518556°N,1.53197778°E 646 msnm                                       |                                            |                           | Modifica les dades a Wikidata |
|        | Cal Gras           | Prades     | masia        |                                          | 41° 48′ 01″ N, 1° 35′ 12″ E / 41.80023361°N,1.58672222°E 783 msnm                                       |                                            |                           | Modifica les dades a Wikidata |
|        | Cal Guitard        | la Molsosa | masia        |                                          | 41° 47′ 02″ N, 1° 32′ 21″ E / 41.7840207378149°N,1.53918451523129°E 636 msnm                            |                                            |                           | Modifica les dades a Wikidata |
|        | Cal Jepet          | Prades     | masia        |                                          | 41° 47′ 58″ N, 1° 34′ 52″ E / 41.7994062447858°N,1.58102323546643°E 788 msnm                            |                                            |                           | Modifica les dades a Wikidata |
|        | Cal Jobert         | la Molsosa | masia        |                                          | 41° 47′ 26″ N, 1° 33′ 09″ E / 41.790583325568°N,1.55244238141971°E 790 msnm                             |                                            |                           | Modifica les dades a Wikidata |
|        | Cal Pere Mas       | la Molsosa | masia        | Estat: ruïnós                            | 41° 46′ 39″ N, 1° 35′ 20″ E / 41.7774554430225°N,1.58894336932805°E 764 msnm                            |                                            |                           | Modifica les dades a Wikidata |
|        | Cal Ponç           | Prades     | masia        | 1887                                     | 41° 47′ 47″ N, 1° 33′ 59″ E / 41.79641111°N,1.56639722°E 792 msnm                                       |                                            |                           | Modifica les dades a Wikidata |
|        | Can Serra          | la Molsosa | masia        |                                          | 41° 47′ 24″ N, 1° 33′ 07″ E / 41.78996944°N,1.55199472°E 782 msnm                                       |                                            |                           | Modifica les dades a Wikidata |
|        | Montaner           | la Molsosa | masia        |                                          | 41° 46′ 40″ N, 1° 32′ 39″ E / 41.7778°N,1.54425°E 629 msnm                                              |                                            |                           | Modifica les dades a Wikidata |
|        | Puigpelat          | la Molsosa | masia        | Estil: arquitectura popular              | 41° 46′ 59″ N, 1° 30′ 44″ E / 41.783191°N,1.512247°E ca:Carretera de Calaf a Vallmanya, km 9,7 600 msnm | bé integrant del patrimoni cultural català | Puigpelat (La Molsosa)    | Modifica les dades a Wikidata |
|        | Ratera             | Prades     | masia        |                                          | 41° 47′ 52″ N, 1° 35′ 12″ E / 41.7977997082966°N,1.58659536929181°E 783 msnm                            |                                            |                           | Modifica les dades a Wikidata |
|        | Salanova           | la Molsosa | masia        |                                          | 41° 46′ 32″ N, 1° 32′ 33″ E / 41.77548333°N,1.54240833°E 642 msnm                                       |                                            |                           | Modifica les dades a Wikidata |
|        | Santaeulàlia       | la Molsosa | masia        |                                          | 41° 46′ 55″ N, 1° 30′ 53″ E / 41.78196944°N,1.51464167°E els Quadrells 569 msnm                         |                                            | Santaeulàlia (la Molsosa) | Modifica les dades a Wikidata |
|        | Vila-seca          | la Molsosa | masia        | Estil: arquitectura popular              | 41° 47′ 06″ N, 1° 33′ 14″ E / 41.78491694°N,1.55392778°E ca:A llevant del nucli de la Molsosa 690 msnm  | bé integrant del patrimoni cultural català | Vila-seca (la Molsosa)    | Modifica les dades a Wikidata |
|        | Vilansosa          | la Molsosa | masia        | Estil: arquitectura popular              | 41° 47′ 09″ N, 1° 32′ 08″ E / 41.7857°N,1.53557°E 657 msnm                                              | bé integrant del patrimoni cultural català | Vilansosa (La Molsosa)    | Modifica les dades a Wikidata |
|        | Vilansosa Nou      | Prades     | masia        |                                          | 41° 48′ 06″ N, 1° 34′ 13″ E / 41.8016°N,1.57024°E 785 msnm                                              |                                            |                           | Modifica les dades a Wikidata |
|        | el Casalot         | la Molsosa | masia        |                                          | 41° 47′ 14″ N, 1° 31′ 42″ E / 41.7871776935032°N,1.5282579349225°E 699 msnm                             |                                            |                           | Modifica les dades a Wikidata |
|        | el Corral del Sant | la Molsosa | masia        | Estat: ruïnós                            | 41° 46′ 35″ N, 1° 32′ 29″ E / 41.7764204192423°N,1.54141454825671°E 639 msnm                            |                                            |                           | Modifica les dades a Wikidata |
|        | el Raval           | Enfesta    | masia        | Estat: ruïnós                            | 41° 46′ 43″ N, 1° 28′ 42″ E / 41.778546532118°N,1.47827928774907°E 509 msnm                             |                                            |                           | Modifica les dades a Wikidata |
|        | el Recolliment     | Prades     | masia        |                                          | 41° 47′ 45″ N, 1° 34′ 41″ E / 41.7957121397884°N,1.57799947886635°E 790 msnm                            |                                            |                           | Modifica les dades a Wikidata |
|        | els Plans          | la Molsosa | masia        |                                          | 41° 47′ 01″ N, 1° 32′ 30″ E / 41.7837°N,1.54173°E 646 msnm                                              |                                            |                           | Modifica les dades a Wikidata |
|        | la Borja           | Prades     | masia        | Estat: ruïnós                            | 41° 48′ 30″ N, 1° 35′ 06″ E / 41.8083638227492°N,1.58507504885417°E 713 msnm                            |                                            |                           | Modifica les dades a Wikidata |
|        | la Passada         | la Molsosa | masia        |                                          | 41° 47′ 10″ N, 1° 32′ 53″ E / 41.78623889°N,1.54815556°E 685 msnm                                       |                                            |                           | Modifica les dades a Wikidata |
|        | les Basses         | la Molsosa | masia        | Estil: arquitectura popular 19th century | 41° 45′ 23″ N, 1° 31′ 55″ E / 41.756301°N,1.531933°E ca:Dreta el torrent de Quadrells 680 msnm          | bé integrant del patrimoni cultural català | Les Basses (la Molsosa)   | Modifica les dades a Wikidata |

## molí d'aigua
| imatge | Nom                   | Ubicat a      | instància de       | Detalls                                  | coordenades                                                                                     | Protecció                                  | Commons (més fotos)                | Dades a WD                    |
| ------ | --------------------- | ------------- | ------------------ | ---------------------------------------- | ----------------------------------------------------------------------------------------------- | ------------------------------------------ | ---------------------------------- | ----------------------------- |
|        | Molí Nou              | la Molsosa    | molí d'aigua       | Estil: arquitectura popular 18th century | ca:Dreta del torrent dels Quadrells                                                             | bé integrant del patrimoni cultural català |                                    | Modifica les dades a Wikidata |
|        | Molí Nou Pelador      | la Molsosa    | molí d'aigua       | Estil: arquitectura popular 18th century | ca:Dreta del torrent dels Quadrells                                                             | bé integrant del patrimoni cultural català |                                    | Modifica les dades a Wikidata |
|        | Molí Vell             | la Molsosa    | molí d'aigua       | Estil: arquitectura popular 13rd century | ca:Dreta del torrent dels Quadrells                                                             | bé integrant del patrimoni cultural català | Molí Vell (la Molsosa)             | Modifica les dades a Wikidata |
|        | Molí d'Enfesta        | Enfesta       | molí d'aigua masia |                                          | 41° 46′ 45″ N, 1° 28′ 11″ E / 41.77903333°N,1.46978611°E 488 msnm                               |                                            |                                    | Modifica les dades a Wikidata |
|        | Molí de Més Amunt     | la Molsosa    | molí d'aigua       | Estil: arquitectura popular 18th century | ca:Dreta del torrent dels Quadrells                                                             | bé integrant del patrimoni cultural català |                                    | Modifica les dades a Wikidata |
|        | Molí de Santa Eulàlia | la Molsosa    | molí d'aigua       | Estil: arquitectura popular 18th century | 41° 46′ 57″ N, 1° 30′ 50″ E / 41.782407°N,1.513783°E ca:Dreta del torrent de Puigpelat 564 msnm | bé integrant del patrimoni cultural català | Molí de Santa Eulàlia (la Molsosa) | Modifica les dades a Wikidata |
|        | el Molí               | els Quadrells | molí d'aigua       |                                          | 41° 46′ 47″ N, 1° 30′ 53″ E / 41.7796628993803°N,1.51471236399094°E 552 msnm                    |                                            |                                    | Modifica les dades a Wikidata |

## muntanya
| imatge | Nom                | Ubicat a                              | instància de | Detalls | coordenades                                                   | Protecció | Commons (més fotos) | Dades a WD                    |
| ------ | ------------------ | ------------------------------------- | ------------ | ------- | ------------------------------------------------------------- | --------- | ------------------- | ----------------------------- |
|        | Cabanal            | la Molsosa                            | muntanya     |         | 41° 47′ 11″ N, 1° 30′ 48″ E / 41.7863°N,1.51332°E 642 msnm    |           |                     | Modifica les dades a Wikidata |
|        | Pedra Lliure       | la Molsosa Castellfollit de Riubregós | muntanya     |         | 41° 47′ 27″ N, 1° 28′ 17″ E / 41.79088611°N,1.4715°E 597 msnm |           |                     | Modifica les dades a Wikidata |
|        | Turó de Picampolla | la Molsosa                            | muntanya     |         | 41° 48′ 15″ N, 1° 34′ 53″ E / 41.8042°N,1.58138°E 755 msnm    |           |                     | Modifica les dades a Wikidata |
|        | les Eretes         | la Molsosa                            | muntanya     |         | 41° 47′ 41″ N, 1° 32′ 42″ E / 41.7948°N,1.54511°E 795 msnm    |           |                     | Modifica les dades a Wikidata |

## serra
| imatge | Nom                 | Ubicat a                                         | instància de | Detalls       | coordenades                                                       | Protecció | Commons (més fotos) | Dades a WD                    |
| ------ | ------------------- | ------------------------------------------------ | ------------ | ------------- | ----------------------------------------------------------------- | --------- | ------------------- | ----------------------------- |
|        | Serra d'Albesa      | la Molsosa Pinós                                 | serra        | Llarg: 2km    | 41° 47′ 34″ N, 1° 31′ 45″ E / 41.79281111°N,1.52919444°E 797 msnm |           |                     | Modifica les dades a Wikidata |
|        | Serra de Cellers    | Torà Castellfollit de Riubregós la Molsosa Pinós | serra        | Llarg: 8.7km  | 41° 47′ 55″ N, 1° 27′ 27″ E / 41.79853333°N,1.45736389°E 778 msnm |           | Serra de Cellers    | Modifica les dades a Wikidata |
|        | Serra de Costa Roja | Calonge de Segarra la Molsosa                    | serra        | Llarg: 1.7km  | 41° 47′ 10″ N, 1° 29′ 21″ E / 41.7862°N,1.48924°E 619 msnm        |           |                     | Modifica les dades a Wikidata |
|        | Serra de Montaner   | la Molsosa Sant Pere Sallavinera                 | serra        | Llarg: 3.39km | 41° 46′ 14″ N, 1° 32′ 59″ E / 41.770598°N,1.549619°E 848 msnm     |           | Serra de Boixadors  | Modifica les dades a Wikidata |
|        | Serra del Pal       | la Molsosa Sant Mateu de Bages                   | serra        | Llarg: 4.9km  | 41° 47′ 16″ N, 1° 34′ 55″ E / 41.78790556°N,1.58196667°E 917 msnm |           |                     | Modifica les dades a Wikidata |
|        | Serra del Vermell   | la Molsosa                                       | serra        | Llarg: 1km    | 41° 46′ 39″ N, 1° 28′ 57″ E / 41.7776°N,1.4825°E 560 msnm         |           |                     | Modifica les dades a Wikidata |

## Misc
| imatge | Nom                             | Ubicat a   | instància de         | Detalls   | coordenades                                                                  | Protecció | Commons (més fotos) | Dades a WD                    |
| ------ | ------------------------------- | ---------- | -------------------- | --------- | ---------------------------------------------------------------------------- | --------- | ------------------- | ----------------------------- |
|        | Eretas                          | la Molsosa | vèrtex geodèsic      | Alt: 1.2m | 41° 47′ 41″ N, 1° 32′ 42″ E / 41.79484°N,1.545111°E 795.858 msnm             |           |                     | Modifica les dades a Wikidata |
|        | Granges Vila-seca               | la Molsosa | granja               |           | 41° 47′ 03″ N, 1° 33′ 10″ E / 41.7842202912884°N,1.55281418157538°E 675 msnm |           |                     | Modifica les dades a Wikidata |
|        | Pedra Foradada                  | Prades     | creu de terme indret |           | 41° 48′ 14″ N, 1° 34′ 22″ E / 41.8039438094565°N,1.57288210497266°E 782 msnm |           |                     | Modifica les dades a Wikidata |
|        | casa consistorial de la Molsosa | la Molsosa | casa consistorial    |           | 41° 47′ 08″ N, 1° 32′ 38″ E / 41.7856121°N,1.5437891°E                       |           |                     | Modifica les dades a Wikidata |
|        | els Quadrells                   | la Molsosa | nucli de població    |           | 41° 46′ 39″ N, 1° 30′ 48″ E / 41.77752222°N,1.51345°E 569 msnm               |           |                     | Modifica les dades a Wikidata |
|        | font de Rentaculs               | la Molsosa | font                 |           | 41° 47′ 09″ N, 1° 34′ 26″ E / 41.7859437926133°N,1.57395533683179°E 780 msnm |           |                     | Modifica les dades a Wikidata |
|        | l'Oratori                       | la Molsosa | oratori              |           | 41° 47′ 30″ N, 1° 33′ 09″ E / 41.7915733234241°N,1.55238399838893°E 773 msnm |           |                     | Modifica les dades a Wikidata |
|        | pla de la Molsosa               | la Molsosa | indret               |           | 41° 46′ 51″ N, 1° 32′ 16″ E / 41.78093889°N,1.53769167°E 640 msnm            |           |                     | Modifica les dades a Wikidata |